# Tomohiro Katanosaka
Tomohiro Katanosaka (片野坂 知宏, Katanosaka Tomohiro) est un footballeur japonais né le 18 avril 1971.